# Spread Spectrum Clocking
Unter Spread Spectrum Clocking (engl.), abgekürzt SSC, wird in der synchronen Digitaltechnik ein spezielles Taktsignal (engl. clock) verstanden, das elektromagnetische Störungen minimiert. Dabei wird das Taktsignal in einem bestimmten Frequenzbereich laufend variiert, es wird dabei künstlich mit einem so genannten Jitter versehen.

## Hintergrund
Ein synchrones Digitalsystem wird von einem Taktgeber getrieben. Dieses periodische Taktsignal hat zumeist ein sehr schmales Frequenzspektrum. Die ausgestrahlte Energie beschränkt sich damit auf eine sehr kleine Bandbreite. Um die Gefahr möglicher Funkstörungen zu verringern, variiert man mittels Frequenzspreizung (engl. spread spectrum) die Frequenz in einem bestimmten Frequenzband. Bei einem 1-GHz-Prozessor wird beispielsweise der Taktgeber im Bereich zwischen 999,5 und 1000,5 MHz variiert.
Die abgestrahlte und störende Energiemenge bleibt dabei gleich, verteilt sich nun aber auf einen größeren Frequenzbereich und dadurch wird die Störleistung bei einer bestimmten Frequenz reduziert.

## Anwendung im Computer-Bereich
Im Computer-Bereich wird SSC bei folgenden Komponenten implementiert:
- Prozessoren
- Mainboards (PCI-Express)
- Festplatten[3]
- Disk Controllern
- Flachbildschirmen[4]

### Mögliche Probleme
Aktiviertes SSC kann zu unterschiedlichen Problemen in Zusammenhang mit Computer-Hardware führen. Speziell bei SATA-Festplatten, die an SAS-Raid-Controllern mit SAS-Expander-Chips hängen, kann es dazu kommen, dass die Festplatten vom RAID-Controller nicht erkannt werden.